# Cañada de Benatanduz
Cañada de Benatanduz è un comune spagnolo di 58 abitanti situato nella comunità autonoma dell'Aragona.

## Società

### Evoluzione demografica
Abitanti censiti